# سام إنجلش
سام إنجلش (بالإنجليزية: Sam English)‏ (18 أغسطس 1908 في المملكة المتحدة - 1 أبريل 1967 في المملكة المتحدة) هو لاعب كرة قدم أيرلندي شمالي في مركز الهجوم. لعب مع كوين أوف ساوث ونادي رينجرز ونادي ليفربول ونادي هارتلبول يونايتد ويوكر أثلتيك ‏.

## وصلات خارجية
- سام إنجلش على موقع قاعدة بيانات كرة القدم.إي يو (الإنجليزية)
- سام إنجلش على موقع ناشيونال فوتبول تيمز (الإنجليزية)